# Kurt Müller (Politiker, 1903)
Kurt Müller (* 13. Dezember 1903 in Berlin-Wedding; † 21. August 1990 in Konstanz-Dingelsdorf), Spitzname Kutschi, war ein deutscher Politiker (KPD), Widerstandskämpfer gegen den Nationalsozialismus und als Betroffener der Noel-Field-Affäre ein Opfer stalinistischer Repressionen.

## Weimarer Republik und NS-Staat
Als Fünfzehnjähriger wurde Kurt Müller im Februar 1919 Mitglied der Freien Sozialistischen Jugend in der Ortsgruppe Rosenthaler Vorstadt in Berlin. Bald darauf wurde er deren Ortsgruppenleiter und trat 1920 der Kommunistischen Partei Deutschlands (KPD) bei. Im Oktober 1923 übernahm er die Unterbezirksleitung des Kommunistischen Jugendverbands Deutschland (KJVD). Anfang 1926 wurde er Leiter der Gewerkschaftsabteilung des KJVD-Bezirks Berlin. Anfang 1927 wurde er in das Zentralkomitee (ZK) des KJVD kooptiert und für drei Monate auf die Reichsparteischule Rosa Luxemburg in Hohnstein (Sächsische Schweiz) geschickt. Danach war er hauptamtlich für den KJVD tätig und wurde im selben Jahr zur Unterstützung eines Bergarbeiterstreiks für zwei Wochen nach England gesandt. Ende 1927 wurde er zur Gewerkschaftsabteilung der Kommunistischen Jugendinternationale (KJI) nach Moskau berufen. Er nahm teil am 5. Weltkongress der Roten Gewerkschafts-Internationale und am 6. Weltkongress der KJI. Im November 1928 kehrte er zurück nach Berlin und nahm seine Tätigkeit im ZK des KJVD wieder auf. Auf dem 11. Verbandskongress im Sommer 1929 wurde er zum politischen Leiter des KJVD gewählt. Dadurch hatte er enge Kontakte zu den beiden im Zentralkomitee der KPD für Jugendarbeit zuständigen Sekretären Heinz Neumann und Hermann Remmele, ebenfalls zu Willi Münzenberg und Leo Flieg, die dem Kurs des Parteivorsitzenden Ernst Thälmann kritisch gegenüberstanden. Ab dem Sommer 1931 leitete er die deutsche Delegation bei der KJI in Moskau. Bereits im April 1931 war er zum Kandidaten des Präsidiums des Exekutivkomitees der Kommunistischen Internationale (EKKI) und Sekretär der Kommunistischen Jugendinternationale in Moskau gewählt worden. Wegen seiner Kontakte zu Remmele und Neumann wurde er von diesen Funktionen abberufen. Einer Strafversetzung nach Gorki 1933 folgte im März 1934 seine Entsendung nach Deutschland, um nach der inzwischen durch die Nationalsozialisten erfolgten Verhaftung Thälmanns die KPD-Strukturen wiederaufzubauen. Nach einem halben Jahr wurde er aufgrund einer Denunziation verhaftet und nach schwersten Misshandlungen in der Untersuchungshaft zu sechs Jahren Zuchthaus verurteilt. Nach deren Verbüßung wurde er ins KZ Sachsenhausen verbracht und dort 1945 durch sowjetische Truppen befreit.

## Nachkriegszeit
Müller gehörte zu den zwölf KPD-Spitzenfunktionären, die vom 15. Parteitag im April 1946 in den Vorstand der Sozialistische Einheitspartei Deutschlands (SED) delegiert wurden. Auf Anordnung der westlichen Besatzungsmächte mussten sie jedoch diese Ämter niederlegen, da die durch Zwangsvereinigung von SPD und KPD entstandene SED in den Westzonen nicht zugelassen war.
1948 wurde Müller gemeinsam mit Walter Fisch zum stellvertretenden Parteivorsitzenden gewählt. Nachdem der Wirtschaftsrat des Vereinigten Wirtschaftsgebietes für den Zweiten Wirtschaftsrat personell vergrößert worden war, wurde er 1948 für Nordrhein-Westfalen dessen Mitglied, nachdem er bereits 1946 bis 1948 dem Zonenbeirat der britischen Zone angehört hatte. 1946 war er Mitglied des Ernannten Hannoverschen Landtages und 1947/48 Mitglied des ersten Niedersächsischen Landtags. Bei der Bundestagswahl 1949 wurde er in den Deutschen Bundestag gewählt.
1950 wurde Müller, der zu diesem Zeitpunkt verlobt war und ein Kind hatte, von Richard Stahlmann nach Ost-Berlin gelockt. Dort wurde er nach einem Gespräch mit Walter Ulbricht noch im ZK-Gebäude verhaftet und in die zentrale Untersuchungshaftanstalt des Ministeriums für Staatssicherheit in Berlin-Hohenschönhausen verbracht, wo ihn der stellvertretende Minister für Staatssicherheit Erich Mielke intensiv verhörte. Trotz umfangreicher Prozessvorarbeiten der DDR gestattete die Sowjetunion nicht die Durchführung des im Rahmen der Stalinschen Säuberungen schon vorbereiteten Schauprozesses gegen Müller wie gegen die Politiker László Rajk in Ungarn, Trajtscho Kostow und andere. Stattdessen wurde Müller von einem sowjetischen Militärtribunal am 28. Februar 1953 wegen „Terrors, Spionage, Sabotage, Gruppenbildung und terroristischer Tätigkeit“ zu 25 Jahren Haft verurteilt. Er hatte da schon fast drei Jahre in U-Haft verbracht. Müller kam in ein Lager des Gulag in die Sowjetunion. Neben Müller wurden auch der frühere Fraktionsvorsitzende im Hessischen Landtag Leo Bauer, der Hamburger KPD-Landesvorsitzende Willi Prinz und Müllers Nachfolger als stellvertretender Parteivorsitzender Fritz Sperling im Zuge der stalinistischen Säuberungen in Ost-Berlin inhaftiert.
Seine aus Ost-Berlin erklärte Mandatsniederlegung wurde vom Deutschen Bundestag als erzwungen angesehen und nicht akzeptiert. Im Mai 1950, also nach der Entführung, schloss ihn der Parteivorstand der KPD gemeinsam mit Hugo Ehrlich aus der Partei aus. Müller wurde vorgeworfen, „laufend Verbindung zum Geheimdienst einer ausländischen Macht“ zu unterhalten und diesen über „parteiinterne Angelegenheiten“ unterrichtet zu haben. Er habe über „längere Zeit feindliche Elemente in die Partei eingebaut“. Hintergrund war die sogenannte Noel-Field-Affäre. Das Parlament führte ihn nach dem Parteiausschluss ab dem 10. Mai 1950 als fraktionslosen Abgeordneten.
1955 wurde Müller im Rahmen der Adenauerschen Abmachung über die Entlassung von Kriegsgefangenen aus sowjetischer Haft entlassen und kehrte in die Bundesrepublik zurück.
1957 trat Müller der Sozialdemokratischen Partei Deutschlands (SPD) bei. In der Folgezeit arbeitete er an verschiedenen wissenschaftlichen Instituten, unter anderem von 1960 bis 1985 am Forschungsinstitut der Friedrich-Ebert-Stiftung, wo er die Abteilung Außenpolitik und DDR-Forschung leitete.

## Rehabilitierung
Am 31. März 1990 wurde Müller durch die Zentrale Schiedskommission der PDS „politisch rehabilitiert“. Es wurde festgestellt, dass er ein Opfer stalinistischer Repressionen und unrechtmäßiger Parteistrafen war.

## Veröffentlichungen
- Der Imperialismus und die Kolonialisierung Westdeutschlands. In: Wissen und Tat, Jg. 1949, Heft 4, Se. 14ff.
- Besteht die Gefahr des Titoismus in unserer Partei? In: Neue Volks-Zeitung vom 16. September 1949.